# Korvakkojärvi
Korvakkojärvi är en sjö i Pajala kommun i Norrbotten och ingår i Torneälvens huvudavrinningsområde. Sjön har en area på 0,0559 kvadratkilometer och ligger 160 meter över havet. Korvakkojärvi ligger i Torne och Kalix älvsystem Natura 2000-område.

## Delavrinningsområde
Korvakkojärvi ingår i det delavrinningsområde (750188-183991) som SMHI kallar för Ovan VDRID = Niesajoki i Muonioälvens vattendrags*. Medelhöjden är 179 meter över havet och ytan är 18,48 kvadratkilometer. Räknas de 368 avrinningsområdena uppströms in blir den ackumulerade arean 12 856,32 kvadratkilometer. Muonioälven (Njärrejåkkå) som avvattnar avrinningsområdet har biflödesordning 2, vilket innebär att vattnet flödar genom totalt 2 vattendrag innan det når havet efter 229 kilometer. Avrinningsområdet består mestadels av skog (87 procent). Avrinningsområdet har 0,48 kvadratkilometer vattenytor vilket ger det en sjöprocent på 2,6 procent.